# Goseibai Shikimoku
O Goseibai Shikimoku (御成敗式目) ou o Formulário de Adjudicações era o código do Xogunato Kamakura no Japão, promulgado pelo terceiro shikken Hōjō Yasutoki em 1232. É também chamado de Jōei Shikimoku (貞永式目) pelo nome da era.
Antes de editar o Goseibai Shikimoku, o xogunato Kamakura conduziu julgamentos sem leis formais. Após a Guerra Jōkyū, o grande número de disputas de terra entre seus vassalos, aristocratas e camponeses acabou por tornar necessários julgamentos justos. Então Hōjō Yasutoki compilou o texto com 51 artigos principais e 13 Hyojoshu complementares.
Artigos suplementares para o Goseibai Shikimoku, chamados Tsuika (追加), foram adicionados mais tarde. O Xogunato Muromachi também adotou o Goseibai Shikimoku como lei básica. O Goseibai Shikimoku foi revogado durante o Período Edo, mas foi muito muito usado como livro-texto para escrita em escolas de templos.